# Tiếng Romansh
Tiếng Romansh (cũng được gọi là Romansch, Rumantsch, hay Romanche; tiếng Romansh: rumantschⓘ, rumàntsch, romauntschⓘ or romontschⓘ) là một ngôn ngữ Rôman được nói chủ yếu tại đông nam bang Graubünden của Thụy Sĩ, nơi nó cùng với tiếng Đức và tiếng Ý, là ngôn ngữ giảng dạy tại trường học. Tiếng Romansh cũng được công nhận là một ngôn ngữ quốc gia của Thụy Sĩ từ năm 1938, và là ngôn ngữ chính thức, cùng với tiếng Đức, tiếng Pháp và tiếng Ý từ năm 1996. Nó thường được xếp chung với tiếng Ladin và tiếng Friuli thành nhóm ngôn ngữ Rhaetia-Rôman.
Tiếng Romansh là một hậu thân của tiếng Latinh bình dân, từng hiện diện tại Đế quốc La Mã, mà vào khoảng thế kỷ thứ 5 đã thay thế các ngôn ngữ Celt và tiếng Raethia được nói trước đó trong vùng. Tiếng Romansh chịu ảnh hưởng nặng bởi tiếng Đức về mặt từ vựng và hình thái.
Theo thống kê năm 2000, có 35.095 người (trong đó 27.038 người sống tại Graubünden) xem tiếng Romansh là ngôn ngữ mà mình "nói tốt nhất", và 61.815 "thường xuyên nói" ngôn ngữ này. Năm 2010, Thụy Sĩ chuyển sang cách khảo sát hàng năm dựa trên sự kết hợp số liệu của các khu tự quản và một số thống kê. Theo khảo sát này, số người trên 15 tuổi báo cáo rằng tiếng Romansh là ngôn ngữ chính là 36.622 (năm 2012). Với số người nói chỉ chiếm 0,9% dân số, tiếng Romansh là ngôn ngữ ít phổ biến nhất trong số các ngôn ngữ quốc gia của Thụy Sĩ và, về tổng thể, là ngôn ngữ phổ biến thứ mười một.

## Liên kết
- In Multilingual Switzerland, One Tongue Struggles, NewYorkTimes 28/09/2010
- Romansh language, alphabet and pronunciation
- Grammatica d'instrunziun dal rumantsch grischun
- Information about the Romansh language Lưu trữ ngày 2 tháng 11 năm 2007 tại Wayback Machine
- Ethnologue report for Romansch
- Website of the Lia Rumantscha organization
- Dictionaries
  - Romansh-English
  - Romansh-English, with different Romansh dialects
  - Romansh-German/German-Romansh
- An Account of the Romansh Language by Joseph Planta FRS, originally published in the 1776 Philosophical Transactions of the Royal Society. This paper was read to the Royal Society on ngày 10 tháng 11 năm 1775.
- Series of articles about Romansh from swissinfo Lưu trữ ngày 18 tháng 2 năm 2007 tại Wayback Machine
- Introduction to the Romansh language bằng các tiếng  Đức, Pháp, và Ý trong quyển Từ điển lịch sử Thụy Sĩ.
- Google Directory - about the Romansh language Lưu trữ ngày 19 tháng 8 năm 2010 tại Wayback Machine
- Content
  - Radio Televisiun Rumantscha
  - Lexicon Istoric Retic (LIR) - Encyclopedia about Switzerland. Partial translation of the Historical Dictionary of Switzerland in Romansh with additional articles.
  - Google Rumantsch